# П. Рамли
П. Рамли (малайск. P. Ramlee; псевдоним, наст. имя малайск. Teuku Zakaria bin Teuku Nyak Puteh; 22 марта 1929 года, о. Пинанг — 29 мая 1973 года Куала-Лумпур), — малайзийский актёр, кинорежиссёр, композитор, певец.

## Первые шаги в искусстве
Он начал свой путь в мир искусства с игры на простом укелеле. Позже брал уроки игры на скрипке и гитаре, освоил пианино и аккордеон. В 1945 году П. Рамли сформировал свой ансамбль «Звездное Сияние» и вместе с ним выиграл третий приз в музыкальном конкурсе «Поющая звезда Северной Малайи», а на следующий год, уже в составе нового оркестра «Жемчужина Острова Пинанг», — второй приз. В 1947 году вместе с ансамблем «Деревенские парни» стал, наконец, победителем. Песня «Aзиза», которая принесла им победу, остается популярной по сей день.

## П. Рамли в малайзийском кино
Начал сниматься в кино в 1948 году («Любовь»). В 1951 году сыграл главную роль в фильме «Жизнь» вместе с Марией Менадо. Популярность как актеру принесли фильмы «Кто виноват?» (1953), «Мой сын Шадзали» (1956), «Ханг Туах» (1956; участвовал в официальном конкурсе на 7 Международном Берлинском кинофестивале в 1957 году), «Прошла любовь» (1957), «Закоренелый холостяк» (1964). В них он выступил как обаятельный лирико-комедийный актёр и как создатель героических образов. Первая режиссёрская работа — «Велорикша» (1955). Расцвет творчества связан с работой на студии «Мердека» (с 1964). Поставил 50 фильмов, снялся в более чем 200, написал около тысячи песен, многие из которых до сих пор исполняются на эстраде. По многогранности таланта и необычайной популярности у себя на родине П. Рамли можно сравнить с его современником, любимцем российской публики Леонидом Утесовым. Он тоже пел «не голосом, а сердцем».
П. Рамли воспитал блестящую плеяду кинематографистов, включая Джинса Шамсуддина, который позднее признавал: «Без Пи Рамли не было бы и меня как актера и режиссёра».
Национальный писатель Малайзии Абдул Самад Саид так выразил свои чувства в связи с уходом П. Рамли
Лишь потом, много лет спустя,

Мы поймем,что за наследство нам досталось.

Но мы поймём и что потеряли.

Мы поймем, что потеря эта – твой уход,

Что твой уход - это потеря,

Огромная и невосполнимая,

И что мы навсегда перед тобой в долгу.

(перевод Виктора Погадаева)

## Награды за фильмы
- Премия за лучшую музыку к фильму «Ханг Туах» на 3 Азиатском кинофестивале в Гонконге (1956);
- Премия за лучшую мужскую роль в фильме «Мой сын Шадзали» на 4 азиатском кинофестивале в Токио (1957);
- Премия за лучшую операторскую работу в фильме «Проклятие масляного человека» на 5 Азиатском кинофестивале в Маниле (1958);
- Премия за лучший комедийный фильм « Мастер силата-закоренелый холостяк» на 6 Азиатском кинофестивале в Куала-Лумпуре (1959);
- Премия за лучший комедийный фильм «Пак Беланг прорицатель» на 7 Азиатском кинофестивале в Токио (1960);
- Премия за многогранный талант в фильме «Тёща» на 10 Азиатском кинофестивале в Токио (1963);
- Премия за лучший комедийный фильм «Три жены» на 11 Азиатском кинофестивале в Тайбэе (1964).

## Государственные и общественные награды
- Орден «Защитнику короны» от Верховного Правителя Малайзии (1962);
- Звание Великого Актера (1978; больше никому не присуждалось)
- Орден «Командор-защитник короны» и почётное звание «Тан Сри» от султана Перака (1990);
- Награда сингапурской ассоциации Compass (1999);
- Звание почётного доктора Технологического университета МАРА (2005);
- Высший Орден Саравака и почётное звание «Датук Амар» от губернатора Саравака (2009).

## Семья
Был женат трижды. Первая жена Джунаида Даенг Харрис (1950—1954), вторая — Нуриза Мохд. Нур (1955—1961), третья — певица, киноактриса Салома (с 1961). Двое сыновей от первого брака Мохд. Насир (1953—2009) и Арфан (1954—1998), а также 8 приёмных детей.

## Память

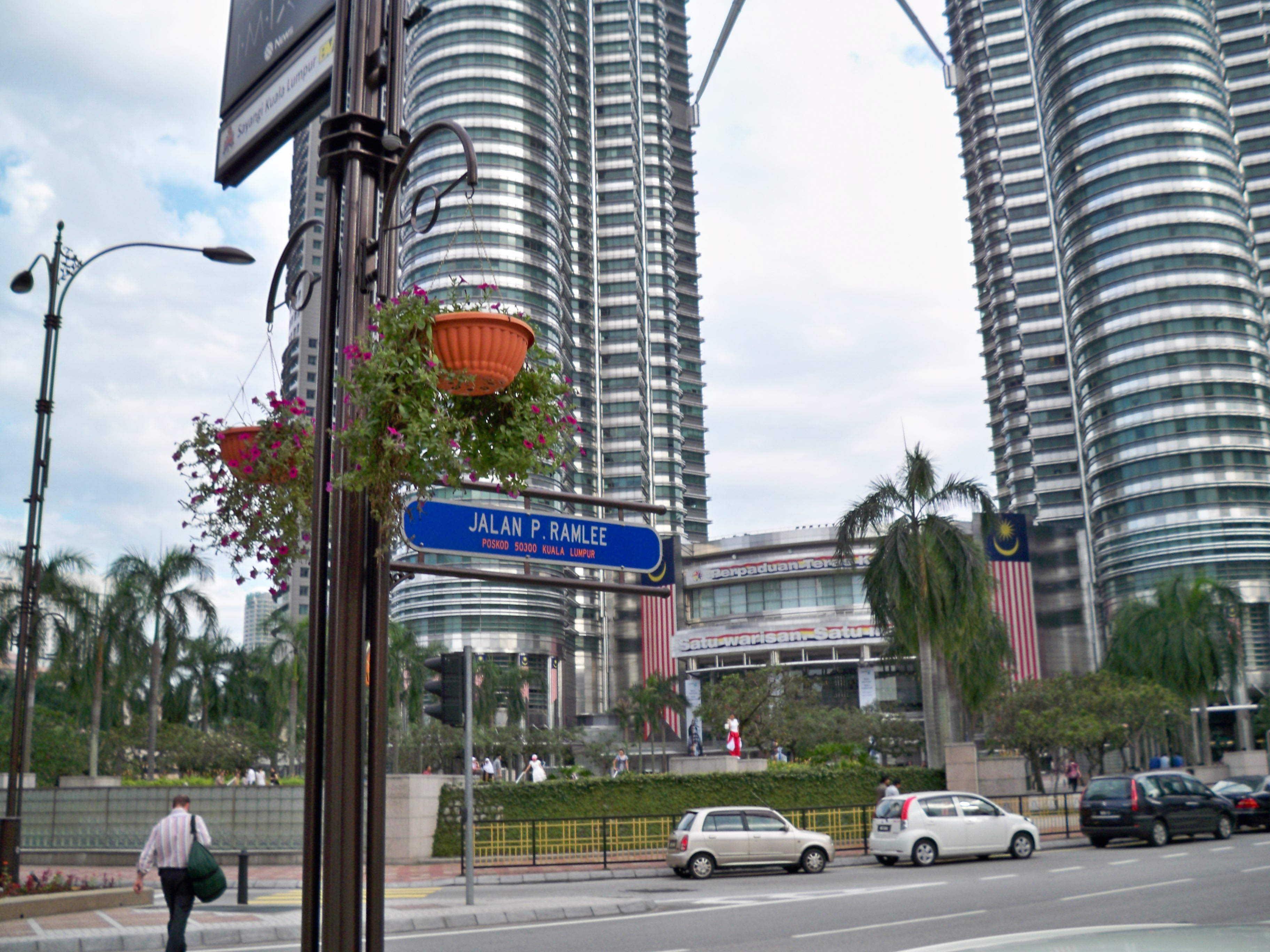
Улица П. Рамли в Куала-Лумпуре

- С 1986 года в Куала-Лумпуре работает мемориальный музей его имени (малайск. P. Ramlee Memorial);
- В 1991 году в доме, где жил П. Рамли в детстве в Пинанге, открыт мемориальный музей «Дом П. Рамли» (малайск. Rumah P. Ramlee );
- В 1999 году под рубрикой «Легенда продолжает жить» выпущены марки с его портретом;
- В 2007—2008 на сцене Дворца Культуры в Куала-Лумпуре с успехом прошёл мюзикл «П. Рамли мюзикл» (37 спектаклей)[8];
- В 2008 году снят двухсерийный документальный фильм «Пи Рамли на международной арене» (режиссёр Юснор Эф), который периодически демонстрируется по центральному телевидению;
- В Куала-Лумпуре, Пинанге и Кучинге есть улицы, носящие имя П. Рамли;
- Имя П. Рамли присвоено крупнейшей студии Радио и телевидения Малайзии.